# الردة (بعدان)

تعديل مصدري - تعديل

الردة محلة تابعة لقرية المنزل العلياء، التابعة لعزلة سير بمديرية بعدان إحدى مديريات محافظة إب في الجمهورية اليمنية، بلغ تعداد سكانها 54 حسب تعداد اليمن لعام 2004.